# Liên đoàn bóng đá Pháp
Liên đoàn bóng đá Pháp (FFF) (tiếng Pháp: Fédération Française de Football) là cơ quan quản lý bóng đá ở Pháp. Liên đoàn cũng bao gồm các tỉnh hải ngoại (Guadeloupe, Guyane thuộc Pháp, Martinique, Mayotte và Réunion) và các lãnh thổ hải ngoại (New Caledonia, Polynésie thuộc Pháp, Wallis và Futuna, Saint Pierre và Miquelon và Saint Barthélemy-Saint-Martin) và cả ở Monaco. Liên đoàn được thành lập vào năm 1919 và có trụ sở tại thủ đô Paris. FFF là thành viên sáng lập của FIFA và chịu trách nhiệm giám sát tất cả các khía cạnh của bóng đá ở Pháp, cả chuyên nghiệp và nghiệp dư. Liên đoàn bóng đá Pháp là thành viên sáng lập của UEFA và gia nhập FIFA vào năm 1907 sau khi thay thế USFSA.